# Egoisuto
Egoisuto (v originále エゴイスト) je japonský hraný film z roku 2022, který režíroval Daishi Matsunaga podle stejnojmenného autobiografického románu Makota Takayamy. Snímek měl světovou premiéru na Mezinárodním filmovém festivalu v Tokiu dne 27. října 2022.

## Děj
Kosuke Saito pochází z venkova, ale nyní žije v Tokiu a pracuje jako redaktor módního časopisu. Jednoho dne se seznámí s trenérem Ryutou Nakamurou, který žije se svou svobodnou matkou.

## Obsazení
| Ryohei Suzuki       | Saitô Kôsuke            |
| Hio Miyazawa        | Nakamura Ryûta          |
| Yûko Nakamura       | Saitô Shizuko           |
| Iori Wada           | Chûgaku jidai no Kôsuke |
| Durian Lollobrigida | Kôsuke no yûjin         |
| Akira Emoto         | Saitô Yoshio            |
| Sawako Agawa        | Nakamura Taeko          |